# Víctor Semproni
Víctor Félix Semproni Robaina (Montevideo, 27 de marzo de 1937-Ib., 21 de mayo de 2016) fue un guerrillero y político del Frente Amplio de Uruguay. Fue diputado por el departamento de Canelones en la legislatura 1995-2000 y 2010-2015, y diputado por el departamento de Montevideo en la legislatura 2015-2020.

## Biografía
Inició su militancia en 1955 como gremialista en el sindicato bancario AEBU. En 1958 fue elegido para integrar la Comisión Representativa del Banco la Caja Obrera. En agosto de 1965 participó como delegado en el Congreso del Pueblo, una convención de la que participaron unas 700 organizaciones de trabajadores, estudiantes, profesionales universitarios, cooperativas agropecuarias e iglesias como demostración de protesta frente al gobierno del Consejo Nacional de Gobierno de mayoría nacionalista.
En mayo de 1966 fue elegido dirigente nacional del gremio bancario, integrando el Consejo de “Banca Privada”. También en 1966, representó a AEBU en el Congreso Constitutivo de la Convención Nacional de Trabajadores (CNT). En 1968 se integró al Movimiento de Liberación Nacional-Tupamaros. En mayo de 1969 fue elegido para el Consejo Central de AEBU. En ese mismo año, AEBU lo nombró representante en la Mesa Representativa de la CNT y lo designó para integrar el Secretariado Ejecutivo, donde ocupó la Vicepresidencia.
En 1971, el MLN-T lo designó para trabajar en el Movimiento Independiente 26 de Marzo, en ese entonces el brazo político de la guerrilla urbana. En junio de 1973 participó de la huelga general celebrada como protesta frente al golpe de Estado del 27 de junio de dicho año. Fue requerido por la justicia militar y pasó a la clandestinidad. El 23 de abril de 1974 fue apresado y encarcelado. En 1977 fue procesado por asociaciones subversivas y atentado contra la constitución en concurrencia con la conspiración, sobre la base de la ley Nº Ley 14.068 de Seguridad del Estado y el Orden Interno promulgada en julio de 1972.
El 10 de agosto de 1979 fue puesto en libertad por razones de salud. Se encontraba aquejado como consecuencia de la tortura. Retomó su militancia en el sector “Banca Privada” de AEBU, entonces ilegalizado. Durante el período 1980-1982 participó en el proceso de reorganización del sindicato y en la formación de las asociaciones profesionales permitidas por el decreto-ley Nº 15.137 del 21 de mayo de 1981.
Luego de la creación del Plenario Intersindical de Trabajadores en 1983 fue designado como su Secretario Ejecutivo y Coordinador General. En 1982 fundó el Programa CARDIJN, destinado a lograr trabajo para los compañeros encarcelados que iban siendo liberados. En 1983 participó en la fundación del grupo político Izquierda Democrática Independiente (IDI), integrando su Comisión Política. Fue designado por el PIT-CNT para integrar la Comisión Multipartidaria de Derechos Humanos que tuvo participación en la organización del Acto del Obelisco del 27 de noviembre de 1983.
El 20 de enero de 1986, después de 12 años de haber sido destituido, fue reintegrado al Banco La Caja Obrera. En 1989 impulsó desde la IDI la integración con otros grupos políticos para conformar la Vertiente Artiguista (VA), quedando en su Dirección Política. En 1989, en representación de la VA, ingresó a la Mesa Departamental del Frente Amplio de Canelones.
El 8 de febrero de 1989 se jubiló como funcionario bancario. En 1993 se alejó de la VA por fuertes discrepancias con su dirección. En 1994 participó de la fundación del grupo Asamblea Uruguay (AU) y fue elegido para integrar la Dirección Nacional y Departamental. En 1995 fue elegido diputado por Canelones. En septiembre de 1999 se alejó de Asamblea Uruguay. En 2000 fundó su propio movimiento político, el Congreso Frenteamplista, con base en el departamento de Canelones.
En 2001 el Congreso Frenteamplista se integró al movimiento Claveles Rojos de Víctor Vaillant, que en 2003 participó en la fundación del Espacio 609, junto al Movimiento de Participación Popular (MPP), Columna Blanca (hoy Participación Masoller) de Jorge Saravia, Partido por la Victoria del Pueblo, Movimiento 20 de Mayo y otros grupos. En las elecciones de octubre de 2004 fue elegido diputado por Canelones, ahora por el Espacio 609 del Frente Amplio. En las elecciones de octubre de 2009 fue reelegido diputado por Canelones por el mismo sector.
Semproni participó en una de las luchas internas más duras del partido de gobierno cuando, en noviembre de 2008, el Frente Amplio buscaba designar un candidato y un grupo fuera del ámbito orgánico aspiraba a la reelección del entonces presidente Tabaré Vázquez. El legislador manifestó que debía llevarse a quienes estaban impulsando la reelección al tribunal de conducta de la fuerza política, lo que generó que el presidente Vázquez respondiera diciendo que él sería el primero en concurrir a ese tribunal.
En 2011 Semproni volvió a cobrar notoriedad al no votar el proyecto de ley interpretativo de la Constitución que, en los hechos, anulaba los artículos 1º, 3º y 4º de la ley de Caducidad de la Pretensión Punitiva del Estado. La ausencia de sala de Semproni impidió que prosperara el proyecto de ley impulsado por el Frente Amplio.
A fines de 2012, un tribunal de conducta del Frente Amplio juzgó la actitud de Semproni.
En octubre de 2014, fue elegido diputado por Montevideo por el grupo Congreso Frenteamplista lista 6009, siendo la única banca conseguida por ese sector. El sector Congreso Frenteamplista participó en el mismo sublema con la Liga Federal Frenteamplista.
En octubre de 2015, La Liga Federal Frenteamplista, representada por los diputados Darío Pérez (Maldonado) y Sergio Mier (Treinta y Tres), y el diputado Víctor Semproni, de la Lista 6009, votaron en contra, sobre la hora 20.30, el artículo que suprime el 50 % de las vacantes de soldados en las Fuerzas Armadas (artículo 144).